# Schülldorfer See
Der Schülldorfer See ist ein See im Kreis Rendsburg-Eckernförde im deutschen Bundesland Schleswig-Holstein südlich der Ortschaft Schacht-Audorf und nördlich der Ortschaft Schülldorf. Der See ist ca. 25 Hektar groß und bis zu 3,5 m tief.